# Пабло Родрігес Дельгадо
Пабло Родрігес Дельгадо (ісп. Pablo Rodríguez Delgado, нар. 4 серпня 2001, Лас-Пальмас-де-Гран-Канарія) — іспанський футболіст, нападник італійського клубу «Лечче». На правах оренди захищає кольори «Асколі».

## Клубна кар'єра
Народився 4 серпня 2001 року в місті Лас-Пальмас-де-Гран-Канарія. Вихованець юнацьких команд футбольних клубів «Вальсекільйо», «Лас-Пальмас», а з 2016 року — системи підготовки гравців «Реал Мадрид».
У дорослому футболі дебютував 2019 року виступами за команду «Реал Мадрид Кастілья» у третьому іспанському дивізіоні. 
Влітку 2020 року уклав контракт з італійським друголіговим «Лечче». З другої спроби, за результатами сезону 2021/22 допоміг команді підвищитися в класі до елітного дивізіону, вигравши Серію B. Протягом першої половини сезону 2022/23 встиг провести ще 4 гри в Серії A, після чого був відданий на півроку в оренду до друголігової «Брешії».
Влітку 2023 року знову був відданий в оренду, цього разу за «Асколі», також представника другого італійського дивізіону.

## Статистика виступів

### Статистика клубних виступів
Станом на 6 травня 2022
| Сезон             | Команда                | Чемпіонат         | Чемпіонат | Чемпіонат | Національний кубок | Національний кубок | Національний кубок | Континентальні кубки | Континентальні кубки | Континентальні кубки | Інші змагання | Інші змагання | Інші змагання | Усього | Усього | Усього |
| Сезон             | Команда                | Ліга              | Ігор      | Голів     | Ліга               | Ігор               | Голів              | Ліга                 | Ігор                 | Голів                | Ліга          | Ігор          | Голів         | Ігор   | Голів  |        |
| ----------------- | ---------------------- | ----------------- | --------- | --------- | ------------------ | ------------------ | ------------------ | -------------------- | -------------------- | -------------------- | ------------- | ------------- | ------------- | ------ | ------ | ------ |
| 2019–20           | «Реал Мадрид Кастілья» | СДБ               | 11        | 2         | -                  | -                  | -                  | -                    | -                    | -                    | -             | -             | -             | 11     | 2      |        |
| 2020–21           | «Лечче»                | B                 | 19+1      | 6         | КІ                 | -                  | -                  | -                    | -                    | -                    | -             | -             | -             | 20     | 6      |        |
| 2021–22           | «Лечче»                | B                 | 25        | 2         | КІ                 | 2                  | 0                  | -                    | -                    | -                    | -             | -             | -             | 27     | 2      |        |
| 2022-січ. 2023    | «Лечче»                | A                 | 4         | 0         | КІ                 | 0                  | 0                  | -                    | -                    | -                    | -             | -             | -             | 4      | 0      |        |
| Усього за «Лечче» | Усього за «Лечче»      | Усього за «Лечче» | 48+1      | 8         |                    | 2                  | 0                  |                      | -                    | -                    |               | -             | -             | 52     | 8      |        |
| січ.-черв. 2023   | «Брешія»               | B                 | 15+2      | 3         | КІ                 | -                  | -                  | -                    | -                    | -                    | -             | -             | -             | 17     | 3      |        |
| 2023–24           | «Асколі»               | B                 | -         | -         | КІ                 | -                  | -                  | -                    | -                    | -                    | -             | -             | -             | -      | -      |        |
| Усього за кар'єру | Усього за кар'єру      | Усього за кар'єру | 74+3      | 13        |                    | 2                  | 0                  |                      | -                    | -                    |               | -             | -             | 79     | 13     |        |